# Andrena nubica
Andrena nubica är en biart som beskrevs av Warncke 1975. Andrena nubica ingår i släktet sandbin, och familjen grävbin. Inga underarter finns listade i Catalogue of Life.